# Ярославцев, Владимир Ксенофонтович
Влади́мир Ксенофо́нтович Яросла́вцев (22 июля 1938, Читинская область — 2 марта 2009) — бывший начальник механизированного отряда колхоза «Забайкалец» Сретенского района Забайкальского края, Герой Социалистического Труда.

## Биография
Родился 22 июля 1938 года в селе Ундинские Кавыкучи, Шелопугинского района Забайкальского края. Трудиться начал в 1954 году прицепщиком в совхозе «Сивачи». В 1956 году окончил в Нижнее-Шахтаминское училище механизации сельского хозяйства № 6, работал трактористом Усть-Наринзорской МТС Сретенского района и в колхозе «Забайкалец».
С 1963 году руководил механизаторами зерноводческого отряда. Под его руководством отряд освоил и внедрил в оборот 486 га новых земель, урожайность за 1971—1975 годы составила 19,5 ц/га, что было почти в 2 раза выше, чем за 1966—1970 годы. Пятилетнее задание по производству зерна выполнено на 181 %, при плане 8 000 т собрано 14 400 т. Наибольших успехов отряд добился в 1976 году: при плане 15 центнеров с каждого из 1360 га собрано по 25,3 центнеров, а с поля, площадью 118 га, получен урожай пшеницы более 32 ц/га.
Указом Президиума Верховного Совета СССР от 23 декабря 1976 года Ярославцеву Владимиру Ксенофонтовичу присвоено звание Героя Социалистического Труда с вручением ордена Ленина и Золотой медали «Серп и Молот».
Жил в селе Болотово Сретенского района. Скончался 2 марта 2009 года.
Награждён орденами Ленина, Октябрьской Революции, медалями; золотой медалью ВДНХ СССР. Почетный гражданин Читинской области.